# Nikita Johnson
Nikita Johnson (Gulfport, 25 de maio de 2008) é um automobilista americano que compete no Campeonato de Fórmula 3 da FIA pela Hitech TGR, no Campeonato GB3 pela Hitech e em meio período na Indy NXT pela HMD Motorsports. Foi vice-campeão do USF Pro 2000 de 2024.

## Biografia
Nikita Johnson nasceu em Gulfport, cidade situada no condado de Pinellas, no estado americano da Flórida, no dia 25 de maio de 2008, com seus pais relatando que isso se deu durante a edição das 500 Milhas de Indianápolis daquele ano. Ele é filho de Obie Johnson, que competiu em provas de motociclismo. Nikita começou a correr no exterior desde a infância, chegando a se tornar cidadão italiano para que ele pudesse competir em karts com oito anos. Ele estudou na Farragut Academy, e mais tarde, concluiu sua formação de forma online, em um programa especial para jovens atletas.

## Carreira

### Anos iniciais
Johnson competiu no kart entre 2016 e 2020, disputando principalmente campeonatos estaduais e nacionais. Em 2022, Johnson se juntou à Velocity Racing Development, com quem disputou a YACademy Winter Series e foi campeão ao somar uma pole position, três vitórias, cinco pódios e três voltas mais rápidas em seis corridas disputadas. Ele ainda foi o mais jovem vencedor em um carro de Fórmula 4, por ter triunfado na YACademy aos doze anos.

### USF2000

#### 2022
Em 2022, Johnson competiu na USF Juniors com a Velocity Racing Development, onde terminou em 3º lugar geral após conquistar 3 vitórias, mais 7 pódios, 2 poles e 352 pontos.
Johnson disputou oito provas do Campeonato USF2000 em 2022, conquistando um pódio, o segundo lugar na corrida 1 de Portland, e sendo décimo oitavo colocado, com 85 pontos. Em 6 de outubro, foi anunciado que Johnson competiria em tempo integral na USF2000 de 2023 dirigindo pela Velocity Racing Development. Venceu em São Petersburgo, totalizando oito pódios e 344 pontos, mas ficou com 103 pontos a menos que o campeão Simon Sikes, tendo que se contentar com o vice.

#### 2023

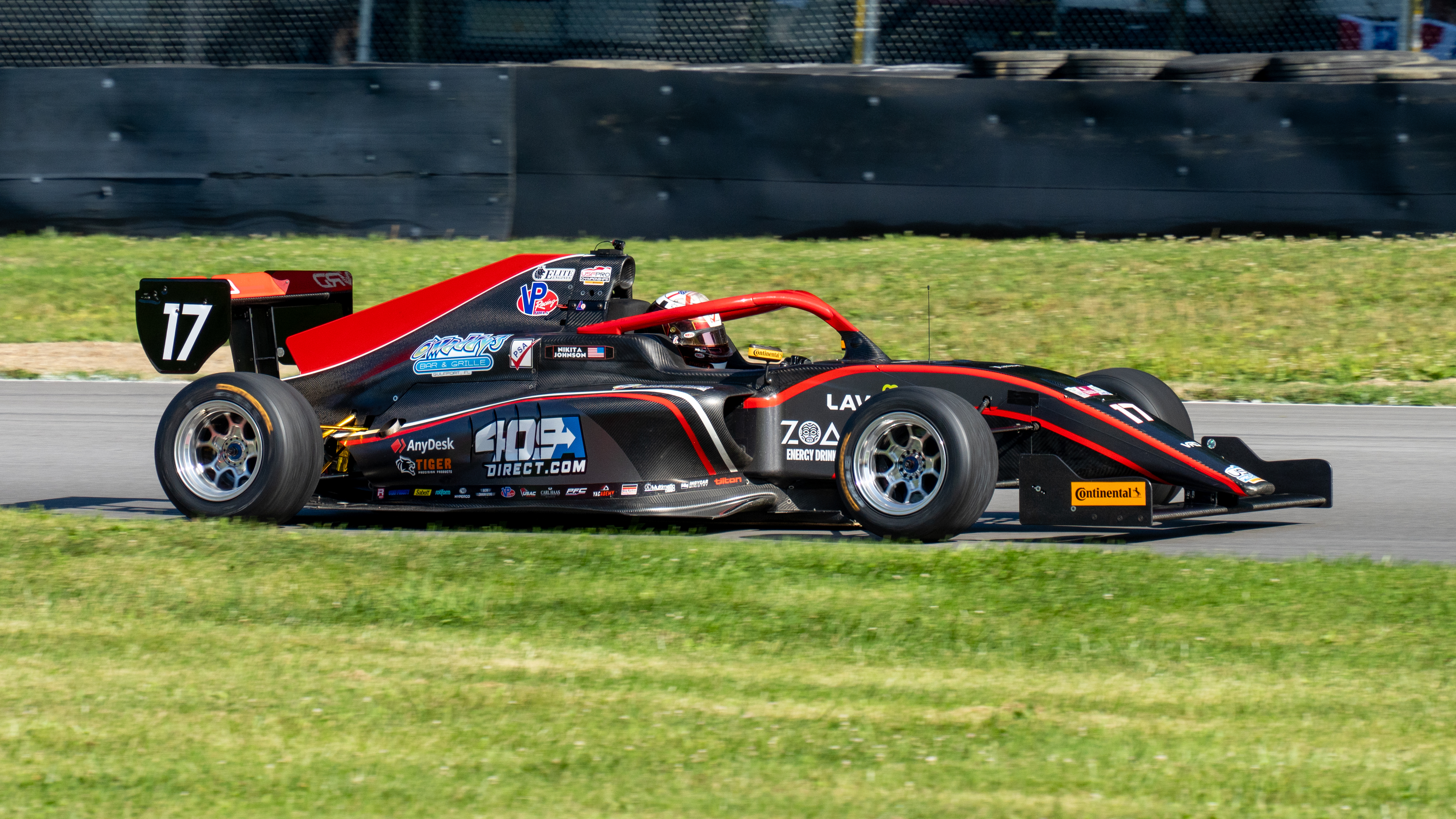
Johnson no Mid-Ohio Sports Car Course em 2024

Em 21 de agosto de 2023, Johnson anunciou que faria sua estreia no USF Pro 2000 no Circuito das Américas, novamente dirigindo pela Velocity Racing Development. Ele competiria entre as rodadas 14 e 18.
Na corrida 1 no COTA, ele terminaria no pódio atrás do estreante da USF Pro 2000, Mac Clark, e do vencedor da corrida, Kiko Porto. Na corrida 2, Johnson largou em terceiro, atrás de Clark e Porto. Ele conseguiu ultrapassar Clark nas primeiras voltas, superando Porto na sétima volta e vencendo a corrida. Aos quinze anos, Johnson se tornou o mais jovem vencedor na história do Campeonato USF Pro 2000, além de ser o primeiro piloto a vencer em todos os três níveis da escada do Campeonato USF Pro.
Sua segunda vitória veio rodada final da temporada no Portland International Raceway, quando ele se classificou sete décimos de segundo atrás de Michael d'Orlando, o pole position, mas tomou a liderança da corrida na primeira curva. Com isso, Johnson encerrou o campeonato em décimo sétimo lugar, com 118 pontos.

#### 2024
Em 30 de novembro de 2023, foi anunciado que Johnson competiria em tempo integral na USF Pro 2000 de 2024, repetindo a parceria com a Velocity Racing Development. Ele conquistaria 8 vitórias, mais 2 pódios, 7 poles e 355 pontos para terminar em 2º lugar na classificação geral, perdendo o título para o australiano Lochie Hughes por quarenta pontos.

### Campeonato GB3

#### 2024

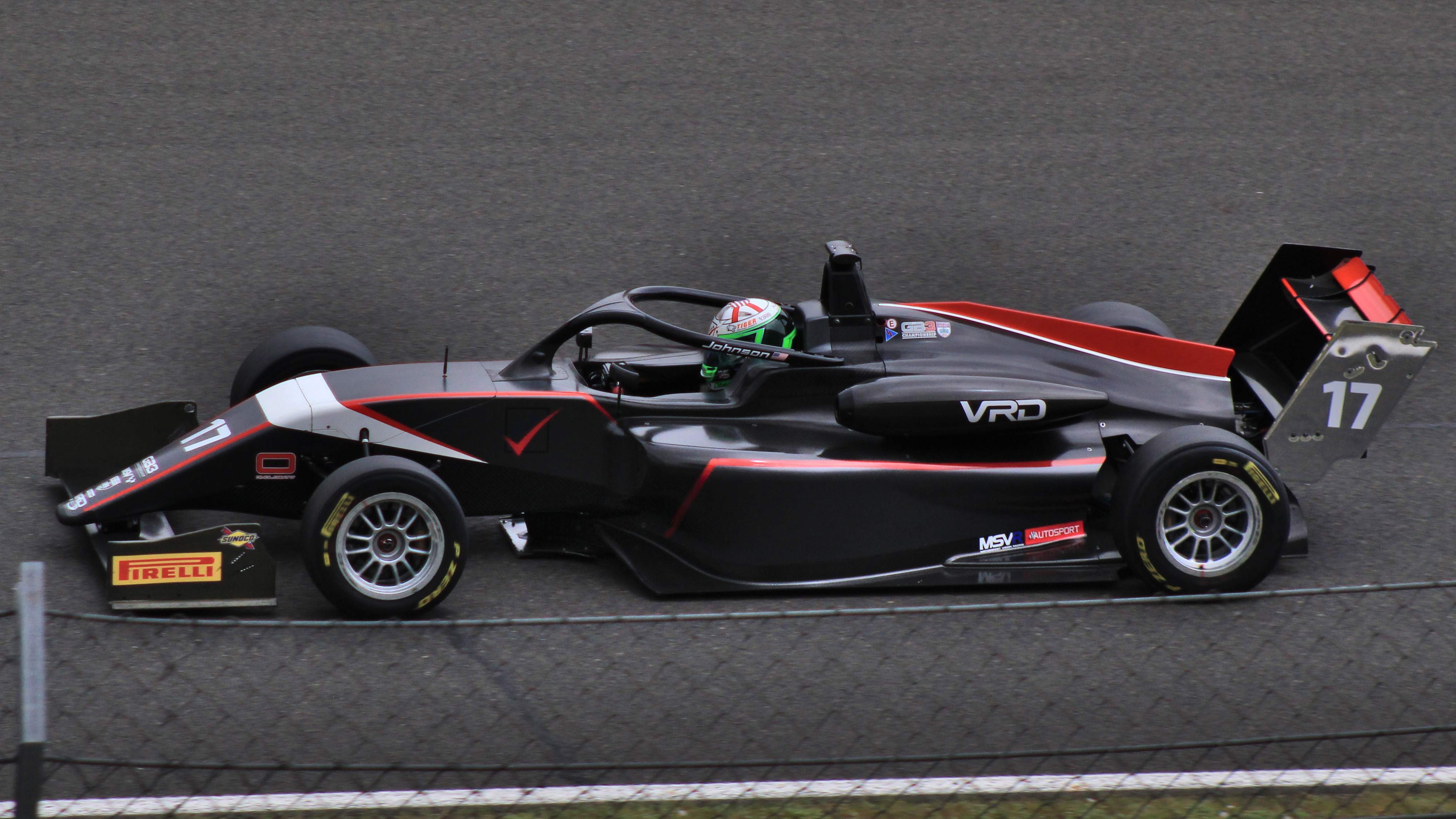
Johnson na etapa húngara da GB3 de 2024

Em 21 de fevereiro de 2024, Johnson anunciou que participaria do Campeonato GB3 de 2024 pilotando pela VRD Racing by Arden. No entanto, ele só estreou na terceira rodada, já que teve que ficar de fora das duas primeiras rodadas porque ainda tinha apenas 15 anos na época, e a idade mínima exigida para a GB3 é de 16. Das dezoito corridas que disputou, o estadunidense pontuou em dezesseis, obtendo duas vitórias em Zandvoort e Brands Hatch. Com isso, ele se classificou em 11º lugar, com 193 pontos.

#### 2025
Johnson disputou sua primeira temporada completa da GB3 em 2025, transferindo-se para a Hitech Pulse-Eight. Seu primeiro pódio veio na corrida 2 de Silverstone, onde ele foi terceiro colocado, mas Johnson superou esse resultado ao ser segundo colocado na corrida 2 de Spa-Francorchamps.

### Fórmula Regional

#### 2025
No início de 2025, Johnson competiu no Campeonato de Fórmula Regional da Oceania com a M2 Competition. Ele pontuou em todas as corridas, conquistando seis pódios e vencendo a corrida 2 do tradicional Grande Prêmio da Nova Zelândia. Com isso, o estadunidense foi terceiro colocado no campeonato de pilotos, somando 305 pontos, ficando nove abaixo do vice Zack Scoular e tendo 65 de desvantagem para o campeão Arvid Lindblad.

### Fórmula 3

#### 2025
Em junho de 2025, Johnson fez sua estreia no Campeonato de Fórmula 3 da FIA na rodada de Spielberg, onde correu pela DAMS Lucas Oil depois que Nicola Lacorte recebeu uma suspensão de uma rodada. Ele se classificou em último, terminando em 18º na corrida sprint e em 22º na corrida principal, ficando à frente do companheiro de equipe Christian Ho. Poucos dias depois, Johnson foi confirmado pela Hitech Pulse-Eight para competir por eles durante a rodada de Silverstone uma semana depois, substituindo Jesse Carrasquedo Jr.

### Indy NXT
Johnson competiu em etapas selecionadas do Indy NXT de 2025 com a HMD Motorsports. Sua primeira ida ao Top-10 foi em Indianápolis, onde ele foi sétimo colocado na corrida 2.

## Resultados

### Resumo da carreira
| Temporada | Categoria                   | Equipe                      | Corridas | Vitórias | Poles | V.M.R. | Pódios | Pontos | Posição |
| --------- | --------------------------- | --------------------------- | -------- | -------- | ----- | ------ | ------ | ------ | ------- |
| 2022      | YACademy Winter Series      | Velocity Racing Development | 6        | 3        | 1     | 3      | 5      | 103    | 1º      |
| 2022      | USF Juniors                 | Velocity Racing Development | 16       | 3        | 2     | 5      | 10     | 352    | 3º      |
| 2022      | USF2000                     | Velocity Racing Development | 8        | 0        | 0     | 1      | 1      | 85     | 18º     |
| 2023      | USF2000                     | Velocity Racing Development | 18       | 1        | 2     | 2      | 8      | 344    | 2º      |
| 2023      | USF Pro 2000                | Velocity Racing Development | 5        | 2        | 0     | 2      | 4      | 118    | 17º     |
| 2024      | USF Pro 2000                | Velocity Racing Development | 18       | 8        | 7     | 8      | 10     | 355    | 2º      |
| 2024      | Campeonato GB3              | VRD Racing by Arden         | 18       | 2        | 0     | 1      | 2      | 193    | 11º     |
| 2025      | Fórmula Regional da Oceania | M2 Competition              | 15       | 1        | 0     | 1      | 6      | 305    | 3º      |
| 2025      | Indy NXT                    | HMD Motorsports             | 1        | 0        | 0     | 0      | 0      | 19*    | 22º*    |
| 2025      | Campeonato GB3              | Hitech TGR                  | 3        | 0        | 0     | 0      | 0      | 46*    | 3º*     |
| 2025      | Fórmula 3                   | DAMS Lucas Oil              | 2        | 0        | 0     | 0      | 0      | 0*     | 33º*    |
| 2025      | Fórmula 3                   | Hitech Pulse-Eight          | 0        | 0        | 0     | 0      | 0      | 0*     | 33º*    |

* Temporada ainda em andamento.